# Emma Flood
Emma Flood (* 13. Oktober 1990) ist eine ehemalige norwegische Tennisspielerin.

## Karriere
Flood spielt seit ihrem fünften Lebensjahr Tennis. Auf Turnieren des ITF Women’s Circuit gewann sie bislang drei Einzel- und zwei Doppeltitel.
Sie spielt seit 2007 für die norwegische Fed-Cup-Mannschaft. Bei den 21 Begegnungen, in denen sie zum Einsatz kam, konnte sie vier ihrer zwölf Einzel- und sieben ihrer 14 Doppelpartien gewinnen.
Ihr letztes Turnier spielte sie im März 2016 in Iraklio.

## Turniersiege

### Einzel
| Nr. | Datum            | Turnier  | Kategorie   | Belag             | Finalgegnerin  | Ergebnis  |
| --- | ---------------- | -------- | ----------- | ----------------- | -------------- | --------- |
| 1.  | 1. November 2014 | Oslo     | ITF $10.000 | Hartplatz (Halle) | Tess Sugnaux   | 6:3, 6:3  |
| 2.  | 8. März 2015     | Jiangmen | ITF $10.000 | Hartplatz         | Tang Haochen   | 7:67, 6:3 |
| 3.  | 7. November 2015 | Oslo     | ITF $10.000 | Hartplatz         | Melanie Stokke | 6:2, 6:4  |

### Doppel
| Nr. | Datum          | Turnier  | Kategorie   | Belag     | Partnerin        | Finalgegnerinnen              | Ergebnis          |
| --- | -------------- | -------- | ----------- | --------- | ---------------- | ----------------------------- | ----------------- |
| 1.  | 26. Juli 2014  | Istanbul | ITF $10.000 | Hartplatz | Nikki Luttikhuis | Gao Xinyu Ye Qiuyu            | 7:65, 2:6, [10:6] |
| 2.  | 1. August 2015 | Pärnu    | ITF $10.000 | Sand      | Eva Wacanno      | Joana Eidukonytė Helen Parish | 6:4, 6:2          |